# 植物盲視

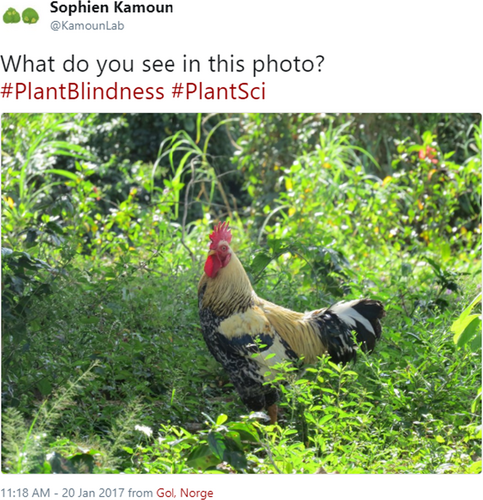
突尼斯生物學家Sophien Kamoun的推文

植物盲視（英語：Plant blindness）是一種非正式提出的認知偏見，指人類忽視植物物種的傾向。這意味著人們在周圍環境中不注意到植物的存在，無法意識到植物對於生態系統和人類的重要性，以及將植物視為動物以下的次等生命形式，或無法欣賞植物獨特的特徵和美感。相關術語包括植物忽視（Plant-neglect）、動物中心主義（Zoo-centrism）和動物優越主義（Zoo-chauvinism）。
這個術語由植物學家和生物教育家汪德西和舒斯勒於1999年的著作《預防植物盲視》（Preventing Plant Blindness）中提出。科學家們指出，人們對植物不予注意的原因可能是植物是固定不動的，且顏色相似，但也有其他研究表明，植物盲視受到文化習慣的影響。一項美國的研究探討了人們對待植物和動物的感知，使用了「注意力閃爍」的方法（即能否注意到迅速呈現的兩個圖像中的其中一個）。該研究結果顯示，參與者在圖像中檢測動物方面比檢測植物方面更準確。研究人員還提出了克服動物中心主義的可能策略。
根據英國廣播公司記者克莉斯汀·羅（Christine Ro）的觀點，植物盲視可能與對自然的關注不足有關。她指出，對於植物學的研究投入減少了，這可能與對自然環境的關注不足有關。

## 成因

### 人性
第一個因素是人性，即人類大腦化學和視覺處理系統本質上存在偏見，忽視了環境中的植物。研究表明，人類的視覺系統無法有效處理所見到的所有信息。研究指出，人類大腦優先考慮變化多端的顏色、運動和熟悉的物體，以高效地檢測潛在的威脅和食物來源。由於植物通常不符合這些標準，許多科學家認為人類大腦傾向於不完全處理它們的視覺存在。此外，研究顯示，靈長類動物偏好與自身物種行為相似的生物。由於植物的行為與人類非常不同，這也表明植物盲視具有內在的成分。

### 文化
文化對社會中植物盲視現象的形成也起着重要作用。許多人認為，某些社區中植物盲視程度降低的證據就在於此。例如，在印度以及澳洲原住民、紐西蘭毛利人和北美原住民社區中，植物因其在宗教、醫學和神話中的地位而備受重視。
在植物盲視盛行的社會中，有幾個文化機制被認為是導致這種現象的原因。以動物為中心的教育認為是主要原因之一。在美國，高中生物教科書僅將15%的內容用於植物。在許多社會中，公民對植物行為、反應和運動背後的複雜性缺乏全面的理解。人們對演化的普遍誤解導致了植物盲視的現象。人們通常將演化視為一個線性的過程，認為人類是最進化的生物，而植物則是最不進化的。然而，事實上，演化是一個複雜且非線線的過程。這種誤解進而導致植物盲視的問題。植物盲視部分歸因於城市化的增加，這導致了與自然的缺乏接觸以及植物在日常生活中的重要性降低。最後，通過對動物的文化過度代表，例如吉祥物，加強了動物比植物更重要的觀念。

## 潛在影響
植物盲視可能產生多種潛在影響。其中最重要的是，植物盲視可能導致植物保育工作的資金減少。儘管植物佔瀕危物種名單的57％，但僅有3.86％的瀕危物種資金分配予植物。
此外，植物盲視也認為導致了植物科學研究和教育的不足。近年來，植物科學研究的資金削減，公眾對植物學專業的興趣下降，並且植物生物學課程也遭到取消。然而，這些植物研究對於醫學和農業的進展至關重要。

## 應對植物盲視的努力
人們提出多種方法並持續努力以應對植物盲視問題。其中最重要的倡議活動是「防止植物盲視」（Prevent Plant Blindness），由提出「植物盲視」這一術語的研究者汪德西（J. H. Wandersee）和舒斯勒（E. E. Schussler）所創立。該活動在美國植物學會的支持下，通過向兩萬名教師發放海報、出版兒童繪本《迷失的植物！》（Lost Plant!）以及促進植物栽培教育等方式進行宣傳，包括學校園藝活動。
研究還提出其他應對植物盲視的建議，例如與植物相關的創造性活動，如故事講述、藝術和角色扮演，可增強兒童對植物的關注。研究鼓勵在科學教育教科書中增加植物的內容，尤其是高中生物教科書。這是因為意識到自身偏見是減少偏見的第一步，提高對植物盲視問題的認識可能有助於減少其發生。植物公民科學項目如樹木多樣性大學（TreeVersity），旨在幫助非植物學家以更多樣化和頻繁的方式觀察植物。
將植物融入藝術和虛構形像中（例如格鲁特），旨在解決植物盲視問題之餘，也確保植物教育內容及方法符合最優教學模式。植物教育教學應採用建構主義教學、主動學習與多媒體等手段進行。最後，植物活動家們提出，人類應視植物為自然系統不可或缺的一環，不應將植物與自然系統割裂隔離。

## 對術語的分歧
有些人對於使用這個術語存在分歧，主張人類對於沒有脊椎和類似人眼的生物群體存在偏見。地球上的許多生物多樣性存在於昆蟲中，例如甲蟲，然而在生物教育和媒體中，很少有昆蟲的代表。因此，有人認為這個現象更準確地描述了人類忽視除了脊椎動物以外的其他生物的傾向，而不僅僅是植物。
其他人對這個現象的名稱表示反對，因為他們認為使用一個殘疾（盲視）作為描述負面特徵的詞語不適當，並建議將其命名為「植物意識差異」（Plant Awareness Disparity）。

## 延伸閱讀
- 物种歧视